# Arirang TV

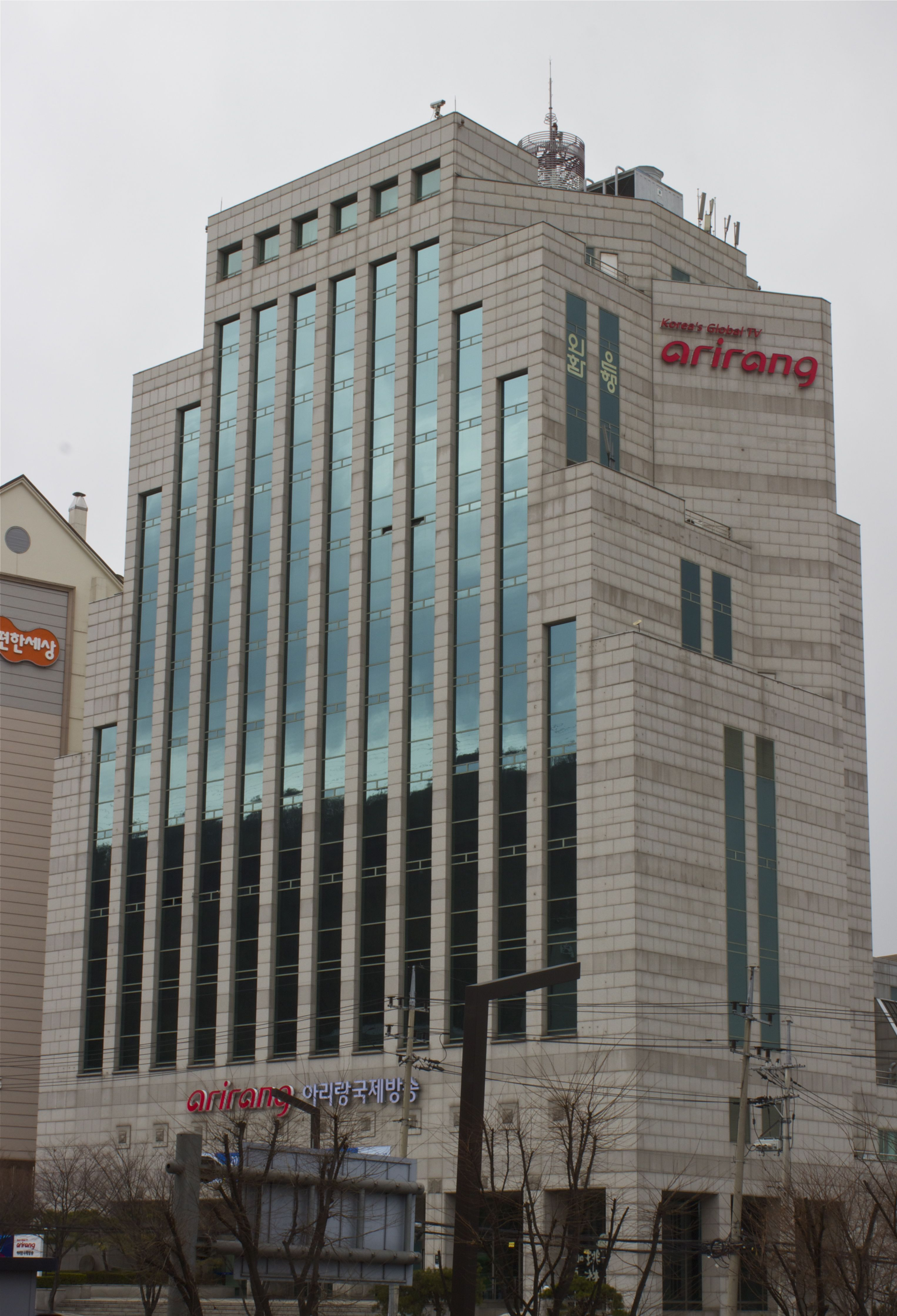
Arirang Tower ở Seocho-gu, Seoul, Hàn Quốc

## Lịch sử
Arirang TV bắt đầu phát sóng vào ngày 3 tháng 2 năm 1997, thực hiện bởi tổ chức phi lợi nhuận phát thanh truyền hình quốc tế Hàn Quốc (Korea International Broadcasting Foundation). Ban đầu, kênh này chỉ có trên truyền hình cáp và vệ tinh tại Hàn Quốc và hướng đến người nước ngoài sinh sống hay tham quan Hàn Quốc. Đúng 18 giờ 00 ngày 03 tháng 02 năm 1997, nhân dịp kỷ niệm 67 năm ngày thành lập Đảng Cộng sản Việt Nam ( 03.02.1930 - 03.02.1997 ), Chương trình truyền hình đầu tiên được phát sóng trên kênh 29 UHF ( Ultra High Frequency ). Biểu trưng (logo) của kênh là Arirang. Tuy nhiên, trong những ngày đầu phát sóng trang thiết bị cũng rất thiếu thốn, chỉ có 1 máy phát hình màu 5 kW, 2 đầu video VHS, 5 máy quay phim, 2 bàn dựng và 2 máy vi tính; lực lượng phóng viên và kỹ thuật viên chỉ khoảng 30 người, mỗi ngày thời lượng phát sóng chỉ 3,5 giờ (từ 18 giờ đến 21 giờ 30) với vỏn vẹn 4 thể loại chương trình và chỉ có trên truyền hình cáp và vệ tinh.
Năm 1999, Arirang TV lập kênh truyền hình vệ tinh và phát sóng bằng tiếng Anh, Trung, Tây Ban Nha, Hàn Quốc, Ả Rập, Nga, Việt Nam và Indonesia. 2015, Arirang UN được thành lập và phát sóng bằng tiếng Anh. Từ năm 2018, các kênh Arirang được phát sóng ở 105 quốc gia.